# Арушанян, Эрик Борисович
Эрик Борисович Арушанян (укр. Арушанян Ерік Борисович, род. 20 января 1999, Украина) — украинский борец вольного стиля армянского происхождения, призёр чемпионатов Европы. Чемпион Европы среди молодёжи 2021 года и чемпион мира среди юниоров 2019 года.

## Биография
Родился в Украине в 1999 году. По национальности - армянин. С 2016 года принимает участие в международных соревнованиях по борьбе. На юниорском чемпионате мира в 2019 году стал победителем в категории до 70 кг. 
В феврале 2020 года на чемпионате Европы в Риме, украинский спортсмен в категории до 65 кг завоевал бронзовую медаль. Это был его первый столь крупный спортивный успех на больших международных соревнованиях.  
В 2021 году на молодёжном чемпионате Европы, который проходил в Скопье, в категории до 65 кг стал победителем. 
В Загребе, на чемпионате Европы 2023 года в утешительном финале победил азербайджанца Али Рахимзаде и завоевал бронзовую медаль. 